# Hypanthidioides diversa
Hypanthidioides diversa är en biart som först beskrevs av Urban 1997.  Hypanthidioides diversa ingår i släktet Hypanthidioides och familjen buksamlarbin. Inga underarter finns listade i Catalogue of Life.